# 6547 Vasilkarazin
6547 Vasilkarazin è un asteroide della fascia principale. Scoperto nel 1987, presenta un'orbita caratterizzata da un semiasse maggiore pari a 2,5429758 UA e da un'eccentricità di 0,2462572, inclinata di 4,93693° rispetto all'eclittica.